# Молодёжный блок
«Молодёжный блок» (бел. Моладзевы блок)— белорусское общественно-политическое движение, возникшее как объединение молодых активистов и блогеров во время парламентских выборов в Белоруссии в 2019 году. Последующую деятельность Молодёжного блока характеризуют как общественный активизм и акционизм, а сам блок называют площадкой для студенческого общественного и политического активизма.

## Возникновение
Молодёжный блок был основан в начале осени 2019 года, когда активисты Ассоциации белорусских студентов, инициатив «Учёба важнее», Legalize Belarus, а также блогеры объединились для участия в предстоящих парламентских выборах. Активистами было выдвинуто 8 кандидатов в депутаты. Среди кандидатов были:
- Алана Гебремариам, выпускница БГМУ, член совета Ассоциации белорусских студентов.
- Алексей Лазарев, инженер-программист, активист инициативы «Учёба важнее».
- Владислав Сыса, местный активист г. Бреста.
- Евгений Караулов, активист движения «Говори правду»
- Данила Лаврецкий, предприниматель, член совета Ассоциации белорусских студентов.
- Михаил Воронцов, активист инициативы Legalize Belarus.
- Никита Краснокутский, активист Белорусской социал-демократической Громады.
- Станислав Шашок, правозащитник, активист инициативы Legalize Belarus[2].

Свою первую пресс-конференцию и презентацию законопроектов активисты провели в баре.

## Программа
Активисты Молодёжного блока решили концентрироваться на конкретных проблемах молодёжи, разработав готовые законопроекты и планы для их решения. Среди них:
1. Право на непрерывное образование, отмена закона об отсрочках.
2. Декриминализация статьи 328 УК Республики Беларусь.
3. Отмена принудительного распределения студентов.
4. Прозрачность работы белорусского Парламента[2].

## Деятельность во время Выборов 2019
Свою парламентскую кампанию активисты начали 4 октября с тематического пикета под общежитиями в студенческой деревне на Петровщине. Во время пикета активисты собирали подписи за своё выдвижение, устраивали импровизированные танцы и выступления кандидатов. Так Алана Гебремариам, кандидат по 98-му Грушевскому округу, говорила о том, что «Мы хотим говорить о проблемах и пытаться достучаться. Не проходите мимо, только вместе мы сделаем Беларусь лучше!».
2 ноября активисты провели «Канапляныя Деды», приуроченные к древнему белорусскому народного празднику, который проводится в честь умерших предков. Во время акции несколько десятков молодых людей под траурную музыку несли пустые рамки с чёрными лентами и плакаты с надписями: «Мы не помним», «Курили деды — не знали беды», «Мы не скорбим» и так далее. Активисты отмечали, что акция ироничная и направлена на то, чтобы продемонстрировать абсурдность белоруской правоохранительной системы:
Наукой не зафиксировано ни одного случая передозировки коноплёй, потому что фактически это невозможно. Но закон Беларуси наказывает молодых людей, которые употребляют это растение так, будто они убили человека. Разве это нормально?Данила Лаврецкий, кандидат по 95-му Купаловскому округу.

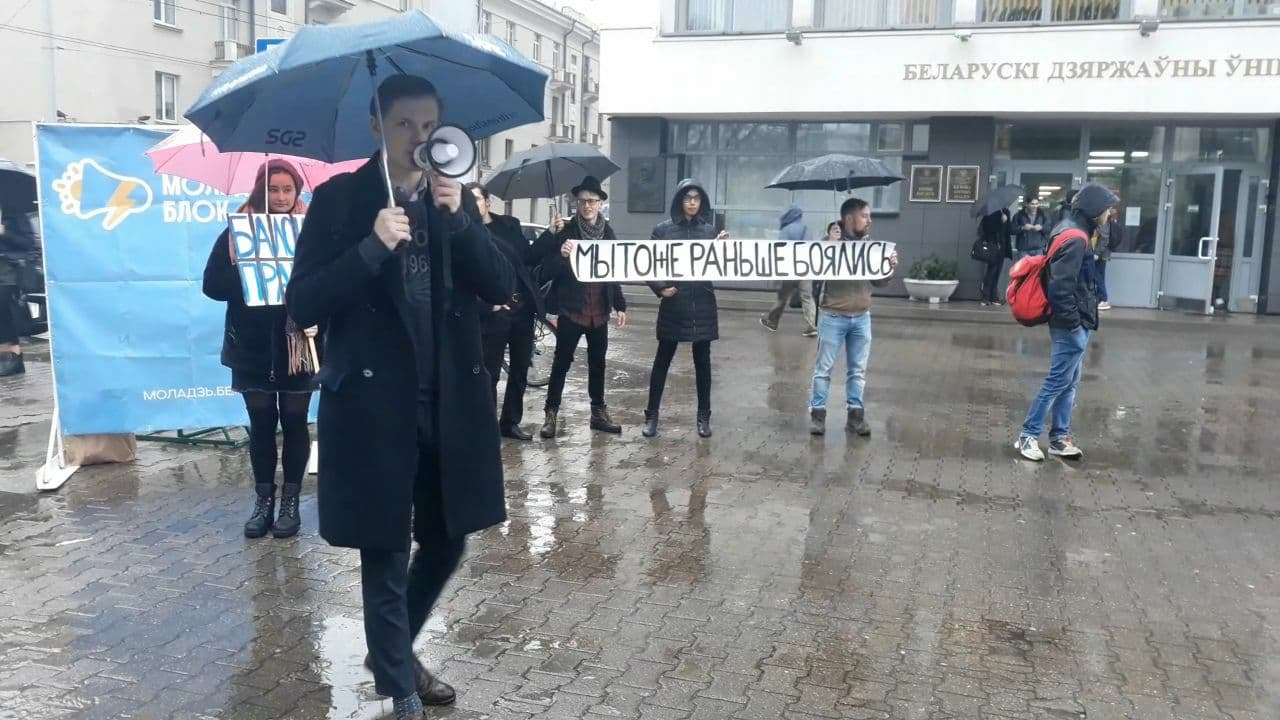
Пикет 6 ноября около БГУ

6 ноября прошло ряд пикетов около главного корпуса Белорусского государственного университета. В конце пикетирования к активистам подошёл милиционер и переписал фамили кандидатов в депутаты. Причину любопытства он объяснил тем, что поступил сигнал о нарушении общественного порядка.
15 ноября Молодёжный блок провёл ряд пикетов около Белорусского государственного экономического университета, Минского государственного лингвистического университета, а также Министерства образования Республики Беларусь. Активисты выступали против принуждения студенчества к досрочному голосованию, а также за расширение академические прав и свобод. Около здания Министерства образования активисты обращались напрямую к министру образования Игорю Карпенко: «необходимо защищать права студентов, а не нарушать их», а также символически «вызвали его на ковёр».

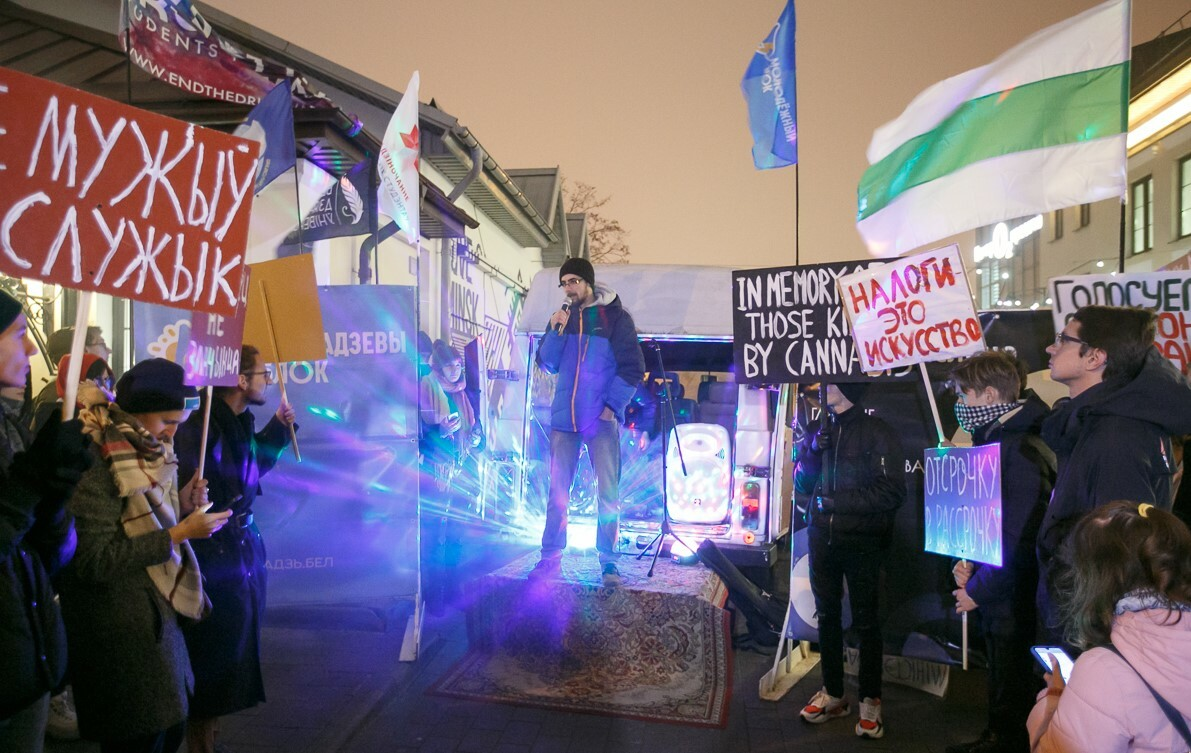
Рейв-митинг на Зыбицкой, 16 ноября

В последний день агитации, 16 ноября, Молодёжный блок сделал анонс и провёл «рейв-митинг» в историческим центре Минска. Митинг прозодил в формате монстрации, с использованием абсурдных и юмористических плакатов и лозунгов. Активисты скаднировали «Позор парламенту», призывали приходить на выборе в основной день голосования и голосовать за кандидатов Молодёжного блока. Митинг собрал около 100 человек, что сделало его крупнейшим предвыборным мероприятием всей парламентскай компании.
В день выборов, 17 ноября, независимыми наблюдателями и наблюдателями от команды Молодёжного блока были зафиксировани многочисленные нарушения. За требование пересчёта голосов на 286 участке 99-го округа наряд милиции задержал активиста Молодёжного блока Петра Маркелов, которому позже присудили 14 суток ареста на Окрестина. По поводу требования пересчёта голосов высказалась председатель Центральной выбарачай комиссии Республики Беларусь Лидия Ермошина: «Этого и окружная комиссия не может сделать. Нужно обращаться в городскую избирательную комиссию и предоставлять доказательства».
Согласно официальным результатам ни один из кандидатов Молодёжного блока не прошёл в Палату представителей. Также в Палату представителей не прошёл ни один кандидат от оппозиции. Международные наблюдатели Парламентской ассамблеи ОБСЕ, а также БДИЧ ОБСЕ по результатам наблюдений пришли к выводу, что выборы в Палату представителей Беларуси не соответстовали важным международным демократическим стандартам, в том числе ссылаясь на случаи давления на команду Молодёжного блока.

## Деятельность в 2019—2020 годах

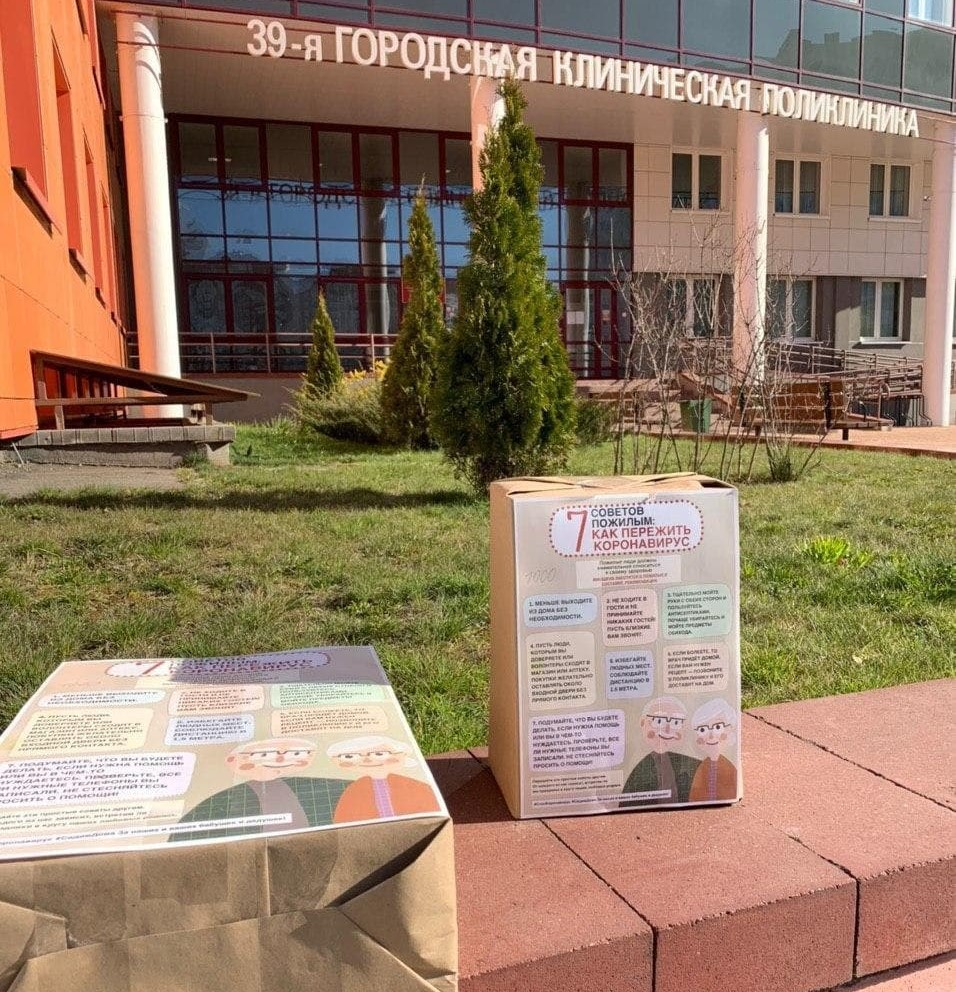
Информационные листовки Молодёжного блока про COVID-19

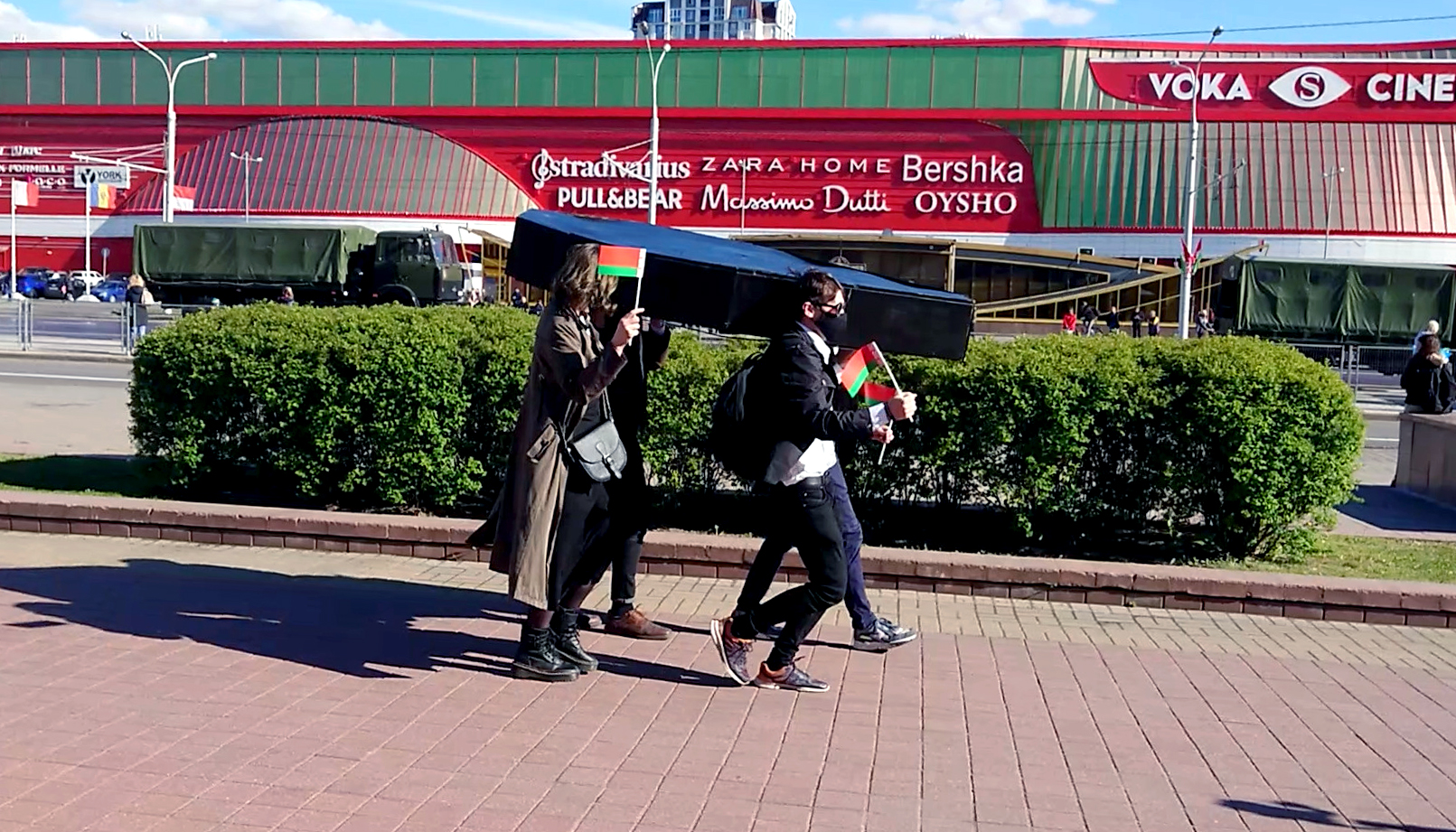
Активисты во время «акции со гробом» 8 мая

Несмотря на официальные результаты выборов, Молодёжный блок продолжил свою деятельность.
Сразу после выборов Алексей Лазарев, выдвинувшийся на выборах для того, чтобы отменить новую редакцию закона об отсрочках в армию, был призван на срочную службу на 6 месяцев. Оттуда он начал вести свой твиттер через SMS, где он делился особенностями условий службы в белорусской армии.
Молодёжный блок принял активное участие в декабрьских протестах против углубленной интеграции Белоруссии и России. За активное участие в акциях было наказано несколько активистов. Так, Станислав Шашок был посажен на 15 суток в Окрестина, где он встречал Новый Год. Данила Лаврецкий, Алана Гебремариам и Михаил Воронцов получили штраф размером в 30 базовых величин (810 рублей). Во время судебных заседаний были зафиксированы многочисленные нарушения.
С начала распространения COVID-19 в Белоруссии Молодёжный блок начал заниматься повышением гражданской сознательности и критиковать политику властей в области борьбы с COVID-19. Активисты запустили сбор средств для печати информационных листовок, а также начали самостоятельный пошив защитных масок для белорусских врачей. Кроме того, был запущен сайт-реквием с именами тех, кто и как погиб во время эпидемии в Белоруссии.
19 марта активисты Молодёжного блока вместе с Ассоциацией белорусских студентов и независимой инициативной группой МГЛУ призвали белорусское студенчество к забастовке с требованием ввести дистанционного обучение. В тот же день студенты МГЛУ и активисты Молодёжного блока Елизавета Прокопчик и Анастасия Сахарчук провели акцию у здания МГЛУ, во время которой они раздавали маски с ироничными надписями «Ха-ха я здесь умру». За эту акцию Елизавета Прокопчик была отчислена из МГЛУ. Правозащитный центр «Весна» признал её отчисление политически мотивированным. Ректор МГЛУ Наталья Баранова утверждала, что отчисление не было политически мотивированным. С 20 по 23 марта в ряде белорусских вузов наблюдалось снижение посещаемости, однако массовой забастовки не наблюдалось.
26 марта Молодёжный блок провёл перфоманс с возложением цветов у памятника корове в Минске. Акция была приурочена к годовщине высказывания Александра Лукашенко об «обосранных коровах» во время визита в один из агрохолдингов Шкловского района. Акцией активисты хотели обратить внимание на то, что порой отношение властей к коровам лучше, чем отношение к собственному народу.
8 мая активисты Молодёжного блока провели акцию против проведения 9 мая военного парада в условиях распространения COVID-19. Во время акции активисты танцывали с гробом на фоне генеральной репетиции парада, отсылаясь к мему с ганскими гробовщиками. За акцию было задержано ряд активистов, в том числе Михаил Воронцов, Вероника Янович, Елизавета Прокопчик и Данила Лаврецкий. Елизавета Прокопчик и Данила Лаврецкий получили 5 и 13 суток ареста соответственно. Друг активистов Владислав Клавкин, гражданин России, был депортирован из Беларуси.

## Протесты 2020—2021 годов

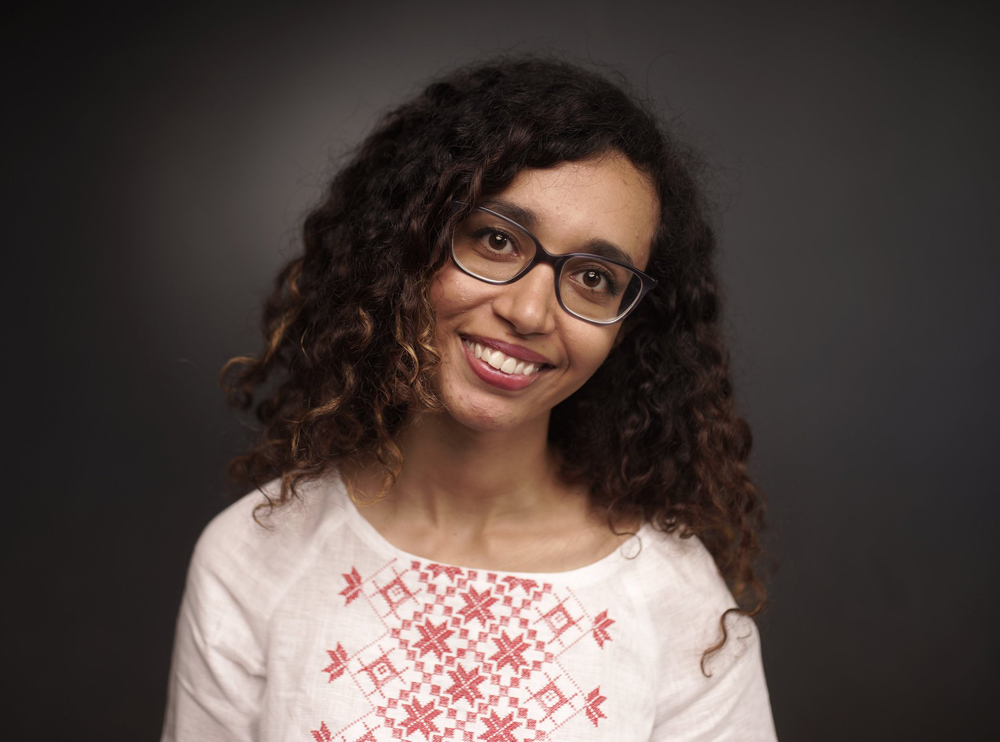
Алана Гебремариам, представитель Светланы Тихановской по делам молодёжи и студенчества

Во время Президентских выборов 2020 года Молодёжный блок поддержал общий протест, но открыто не поддерживал ни одного из кандидатов. Активисты Молодёжного блока поддержали голодовку возле здании СИЗО № 1 в знак солидарности с одним из задержанных по «делу Тихановского». В один из дней голодовки был задержан активист блока Пётр Маркелов, впоследствии получивший 10 суток ареста.
Мололёжный блок получил 1 место в Координационном совете белорусской оппозиции, сформированном сразу после горячей фазы протестов 9-12 августа для принятия мер по стабилизации ситуации в стране и обеспечению трансфера власти, а также защиты суверенитета и независимости Белоруссии. Активист Молодёжного блока Алана Гебремариам стала членом основого состава Координационного совета.
16 сентрября во время встречи с «политическим активом» Белоруссии Александр Лукашенко во время доклада о положении дел в стране дал свою оценку деятельности Молодёжного блока, назвав его «вторым этапом разрушения страны»:
Так, специально созданный под выборы "молодежный блок" под предлогом выдвижения кандидатов в парламент активно формировал настроения недовольства в различных социальных группах. В этих целях эксплуатировалась на первый взгляд неполитическая тематика: закон об отсрочках, распределение студентов, легализация наркотиков, известная тема 328-й статьи Уголовного кодекса и так далее.Александр Лукашенко, Президент Республики Беларусь (оспаривается с 23 сентября 2020)
В октябре Алана Гебремариам приняла предложение Светланы Тихановской стать её представителем по делам молодёжи и студенчества. Её назначение произошло 5 октября.
Утром 12 ноября у ряда активистов Молодёжного блока и Ассоциации беларусских студентов произошли обыски. Некоторых активистов, в том числе Алану Гебремариам, задержали и поместили в СИЗО КГБ. Активистам Даниле Лаврецкому и Елизавете Прокопчик удалось сбежать от преследования КГБ и переместиться на Украину, нелегально пересечя границу с Россией. Обыски и задержания происходили в рамках дела студентов и преподавателей. 18 ноября Алана Гебремариам вместе с другими фигурантами дела была признана политической заключённой. 16 июля 2021 года Алана Гебремариам была осуждена на 2 года и 6 месяцев лишения свободы. Во время судебного заседания более 50 человек пришло поддержать фигурантов дела, однако большую часть людей не пустили, а возле здания суда дежурил ОМОН.
В сентябре 2022 года интернет-ресурсы Молодёжного блока были признаны экстремистским формированием. Участие в экстремистском формировании является уголовным преступлением по белорусским законам.

## Участие в российско-украинской войне в 2022 году
С начала вторжения России на Украину активисты Молодёжного блока включились в работу по помощи украинскими беженцам, фиксации военных преступлений, а также в непосредственное участие в боевых действиях на стороне Украины. Так, Александр Руткевич, выпускник БНТУ, сотрудник IT и активист Молодёжного блока, присоединился к Батальону имени Кастуся Калиновского с самого начала вооружённого конфликта. Также к Батальону присоединился экс-кандидат Алексей Лазарев, который 13 марта женился на другой активистке Веронике Янович прямо во время прохождения службы в рядах ВСУ. Другие члены Блока занялись помощью со сбором средств и доставкой амуниции, необходимой для белорусских добровольцев.